# Dzwonki mszalne

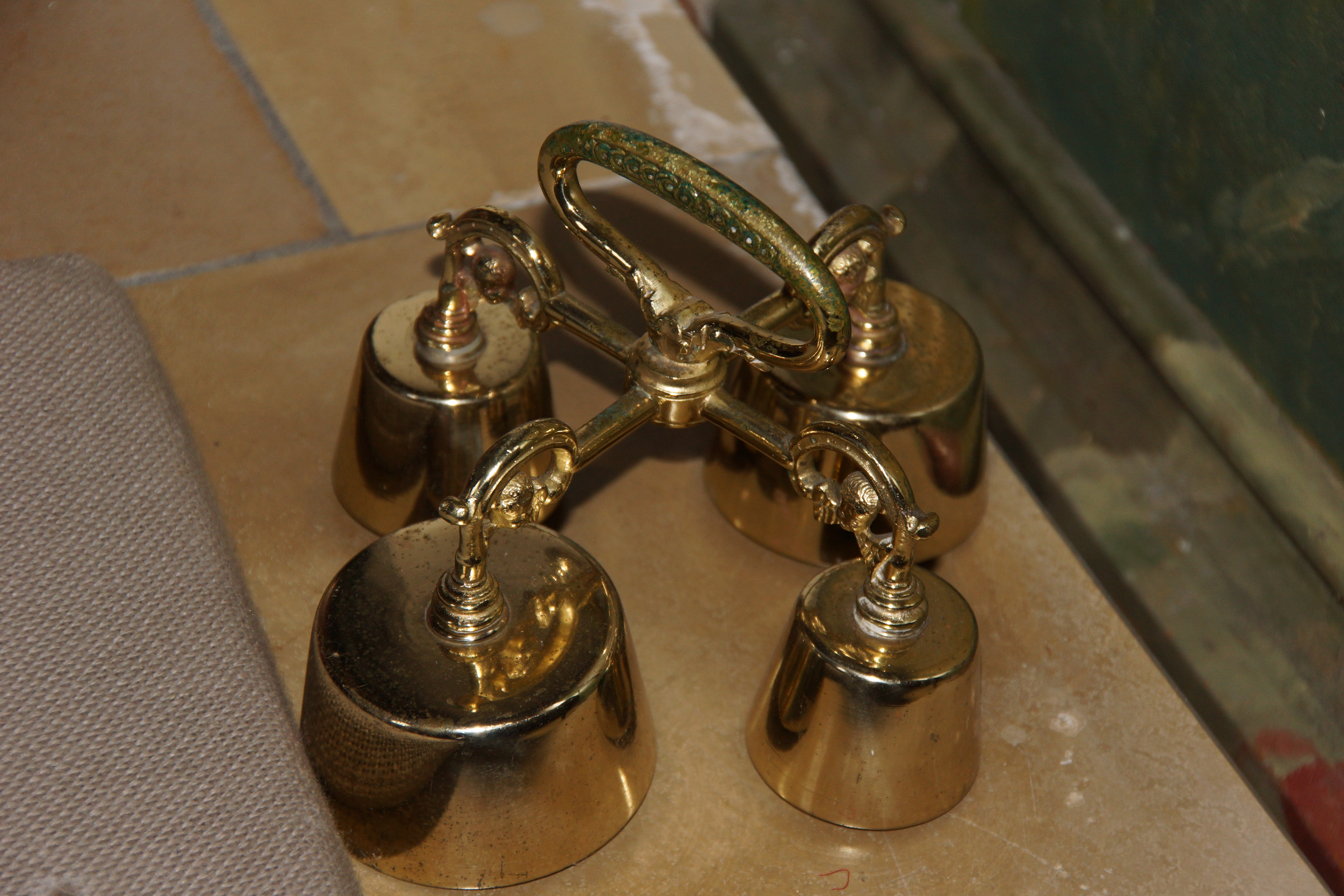
Dzwonki mszalne

Dzwonki mszalne (z fr. clochette) – idiofon składający się z czterech różnej wielkości dzwoneczków, zamocowanych na krzyżowym zawieszeniu ze specjalnym uchwytem. Jest wykorzystywany w trakcie mszy świętej, nabożeństw lub podczas procesji eucharystycznych przez liturgiczną służbę ołtarza, aby zwrócić uwagę uczestnikom liturgii o zmianie postawy w danym momencie mszy bądź procesji eucharystycznej, ponieważ dzieje się coś szczególnego i ważnego.

## Budowa
Dzwonki mszalne składają się z czterech różnej wielkości małych dzwonków, które są zamocowane na krzyżowym zawieszeniu wyposażonym w uchwyt. Powszechnie spotykane dzwonki mszalne są wykonane z mosiądzu. Bywają bogato zrobione, a ich wielkość uzależniona jest od danej świątyni, gdzie są używane.

## Przeznaczenie
Dzwonki mszalne mają zwracać uwagę na najważniejsze momenty podczas liturgii. Wybrzmiewają podczas adoracji Najświętszego Sakramentu, wtedy informują wiernych o zmianie postawy na klęczącą lub stojącą, a także podczas procesji eucharystycznych takich jak: Rezurekcja, Boże Ciało, procesje w dniach odpustowych dla danej parafii, co symbolizuje chwalenie Boga.

## Wykorzystanie
Dzwonków podczas mszy świętej używa się zgodnie z przepisami liturgicznymi Krajowej Komisji Duszpasterskiej Liturgicznej Służby Ołtarza. Natomiast wiele diecezji ma swoje tradycje dotyczące sposobu dzwonienia podczas mszy, które nie muszą być zmieniane. 150 pkt Ogólnego wprowadzenia do mszału rzymskiego opisuje, że ministrant przed epiklezą powinien zadzwonić dzwonkami i zgodnie z miejscowymi zwyczajami dzwonić kiedy celebrans ukazuje wiernym święte postacie. Zgodnie z przepisami liturgicznymi Krajowej Komisji Duszpasterskiej Liturgicznej Służby Ołtarza, podczas modlitwy eucharystycznej zawsze dzwoni się trzykrotnie w niewielkich odstępach czasu (!-!-!) przed epiklezą, czyli bezpośrednio przed tym jak kapłan wyciąga ręce nad darami. W poszczególnych modlitwach eucharystycznych dzieje się tak w następujących momentach:
- w I Modlitwie Eucharystycznej (Kanonie Rzymskim) po słowach i dołącz do grona swoich wybranych,
- w II Modlitwie Eucharystycznej po słowach źródło wszelkiej świętości lub w niedziele i święta, po słowach Przez Niego prosimy Ciebie, Wszechmogący Boże,
- w III Modlitwie Eucharystycznej po słowach składał Tobie ofiarę czystą lub po wspomnieniu tajemnicy dnia w uroczystości i święta,
- w IV Modlitwie Eucharystycznej po słowach i dopełnia wszelkiego uświęcenia,
- w V Modlitwie Eucharystycznej po słowach wyjaśnia nam Pisma i łamie dla nas chleb,
- w I Modlitwie Eucharystycznej o tajemnicy pojednania po słowach abyśmy byli świętymi, jak Ty jesteś święty,
- w II Modlitwie Eucharystycznej o tajemnicy pojednania po słowach abyśmy także my dawali siebie braciom,
- w Modlitwach eucharystycznych w mszach z udziałem dzieci po słowach:
  - w pierwszej: dlatego przynieśliśmy chleb i wino, które otrzymaliśmy od Ciebie,
  - w drugiej: Za to wszystko niech Jezus będzie błogosławiony,
  - w trzeciej: bo chce, abyśmy czynili to, co on uczynił.

Przepisy liturgiczne Krajowej Komisji Duszpasterskiej Liturgicznej Służby Ołtarza podają również, że dzwonkami dzwoni się:
1. podczas ukazania hostii – trzy uderzenia dzwonkiem w dłuższych odstępach czasu (!—!—!),
2. podczas klękania kapłana po ukazaniu hostii – potrójne krótkie uderzenie dzwonkiem (!!!),
3. podczas ukazania kielicha – trzy uderzenia dzwonkiem w dłuższych odstępach czasu (!—!—!),
4. podczas klękania kapłana po ukazaniu Krwi Chrystusa – potrójne krótkie uderzenie dzwonkiem (!!!),
5. bezpośrednio po śpiewie Baranku Boży – trzy uderzenia dzwonkiem w niewielkich odstępach czasu (!-!-!); dzwonienie powinno towarzyszyć przyklęknięciu celebransa,
6. gdy po odmówieniu modlitw przed Komunią św. celebrans przyklęka, zanim weźmie do rąk hostię – potrójne krótkie uderzenie dzwonkiem (!!!),
7. gdy celebrans przyklęka przed zamknięciem tabernakulum – potrójne krótkie uderzenie dzwonkiem (!!!),
8. podczas wystawienia Najświętszego Sakramentu:

- gdy kapłan otwiera tabernakulum – trzy uderzenia dzwonkiem w niewielkich odstępach czasu (!-!-!),
- gdy kapłan błogosławi Najświętszym Sakramentem – trzy uderzenia dzwonkiem w dłuższych odstępach czasu (!—!—!):
  - pierwsze uderzenie – gdy kapłan podnosi monstrancję do góry,
  - drugie uderzenie – gdy kapłan obraca się z monstrancją w prawo,
  - trzecie uderzenie – gdy kapłan obraca się z monstrancją w lewo,
- po repozycji, gdy kapłan przyklęka przed zamknięciem tabernakulum – trzy uderzenia dzwonkiem w niewielkich odstępach czasu (!-!-!).

Podczas ukazywania hostii i kielicha przez celebransa (pkt. 1 i 3) używa się gongu, jeśli taki występuje.
Dzwonków mszalnych nie używa się w okresie upamiętniającym cierpienia i mękę Jezusa Chrystusa, czyli od Gloria na Mszy Wieczerzy Pańskiej w Wielki Czwartek, aż do uroczystego śpiewu Gloria podczas Wigilii Paschalnej. W tym okresie liturgicznym dzwonki są zastępowane kołatkami.